# Bariénou
Bariénou est l'un des douze arrondissements de la commune de Djougou dans le département de la Donga au Bénin.

## Géographie
Bariénou est situé au centre-ouest du Bénin et compte 8 villages que sont Afatalanga, Barienou, Tossahou, Donga, Gaounga, Gnansonga, Koua et Mone.

## Démographie
Selon le recensement de la population de 2013 conduit par l'Institut national de la statistique et de l'analyse économique (INSAE), Bariénou compte 36 738 habitants  .